# سهره‌های زرد
سهره‌های زرد (نام علمی: Sicalis) نام یک سرده از تیره زردپره‌ایان است.